# Achmedchan Abu-Bakar
Achmedchan Abu-Bakar, Abakarow (ros. Ахмедхан Абу-Бакар; ur. w 1931, zm. w 1991) – radziecki, dagestański pisarz.

## Życiorys
W 1956 ukończył Instytut Literacki imienia A.M. Gorkiego. Od 1965 był sekretarzem odpowiedzialnym Związku Pisarzy Dagestańskiej Autonomicznej Socjalistycznej Republiki Radzieckiej. Autor powieści z życia współczesnego Dagestanu .

## Wybrane prace
- „Darginskije diewuszki” (1958)
- „Miedowyje skały” (1964)
- „Ożerielje dla mojej Sierminaz” (1965)
- „Mama, zażgi sołnce” (1983)

i inne .

## Adaptacje filmowe
- Czyste źródło – radziecki krótkometrażowy film animowany z 1982 roku w reżyserii Iwana Aksienczuka.